# 大栗川
大栗川（おおぐりがわ、おおくりがわ
）は、東京都八王子市および多摩市を流れる多摩川水系の一級河川である。アニメ映画「耳をすませば」に、モデル地として大栗川と近くの聖蹟桜ヶ丘駅周辺の街並みが描かれている。

## 地理
東京都八王子市鑓水付近を水源とし、東京都道20号府中相模原線（柚木街道・野猿街道）に沿って大きく蛇行しながら概ね北東に向って流れ、八王子市松木付近で支流の大田川を合わせる。多摩市に入り、多摩市和田の宝蔵橋付近で大きく東へ向きを変える。この地点の左岸の旧字は「大栗」であり、これが川名の由来となっている。その後多摩市連光寺付近で乞田川を合わせて1 kmほど流れ、稲城市との境界付近で多摩川に合流する。

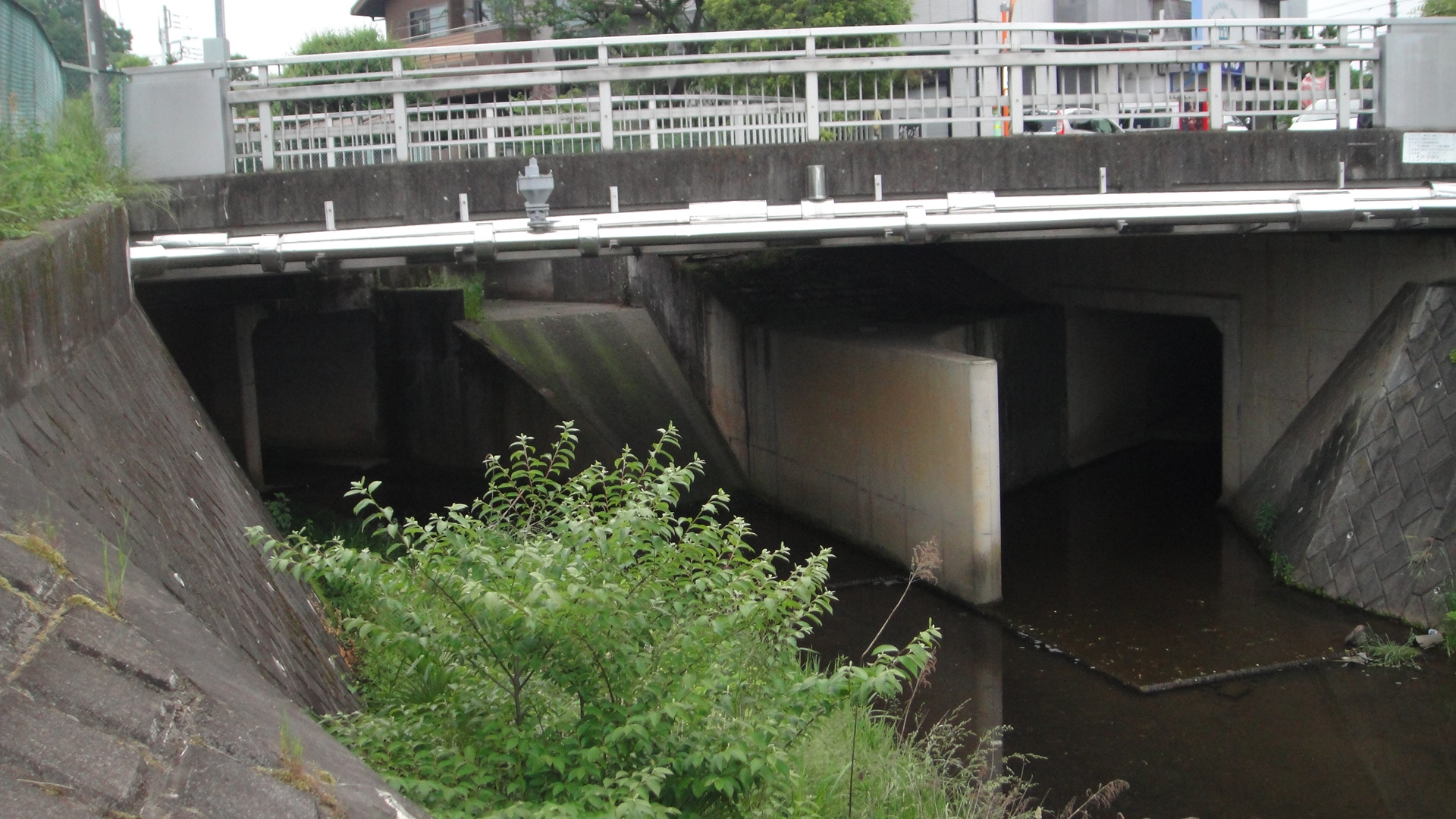
大栗川源流付近は地下を流れる。長さは数百メートルあると思われる。上に架かるのは御殿橋

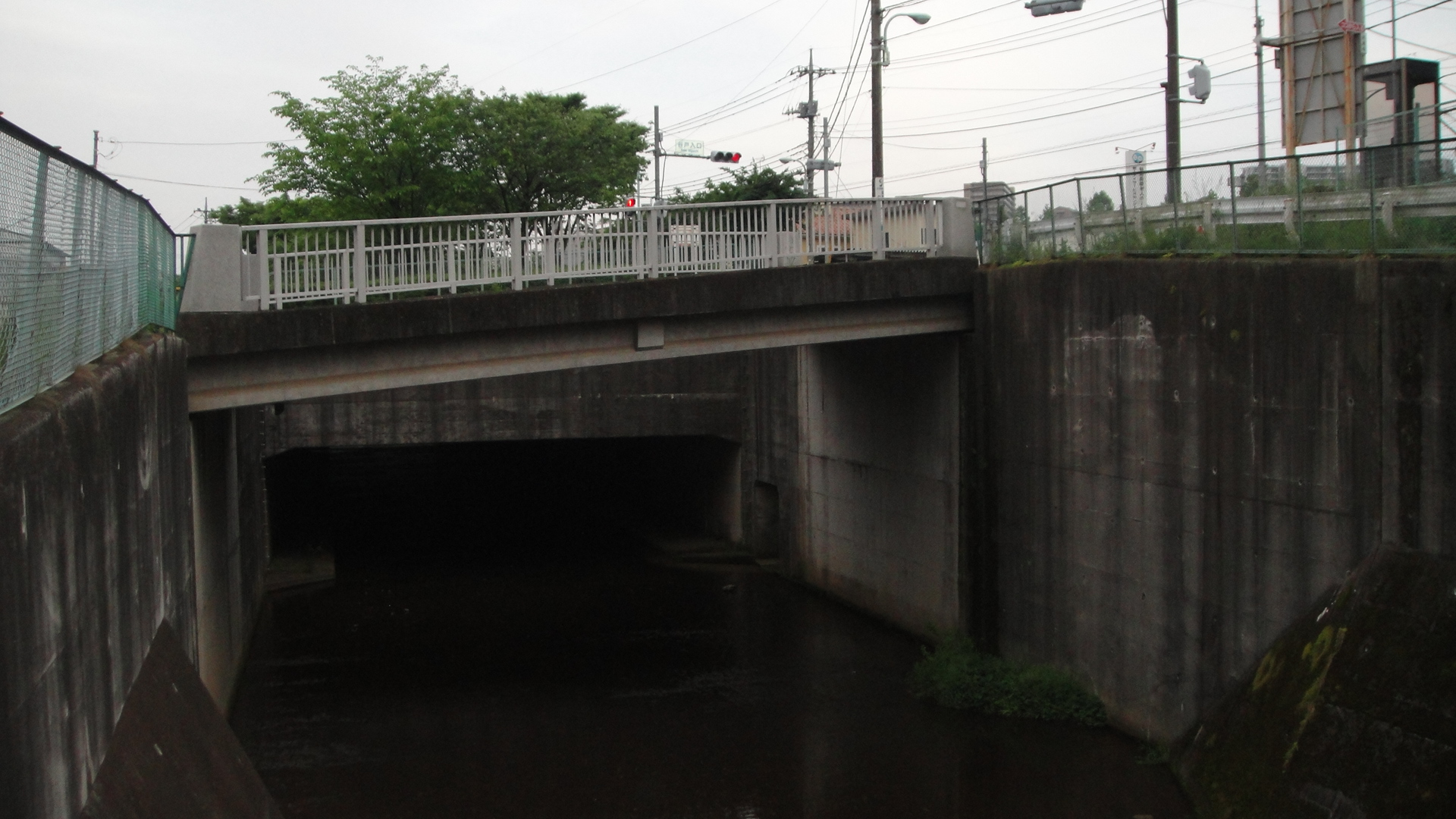
大栗川上流の『谷戸入口』交差点付近で都道20号と交差する。手前上は嫁入橋。

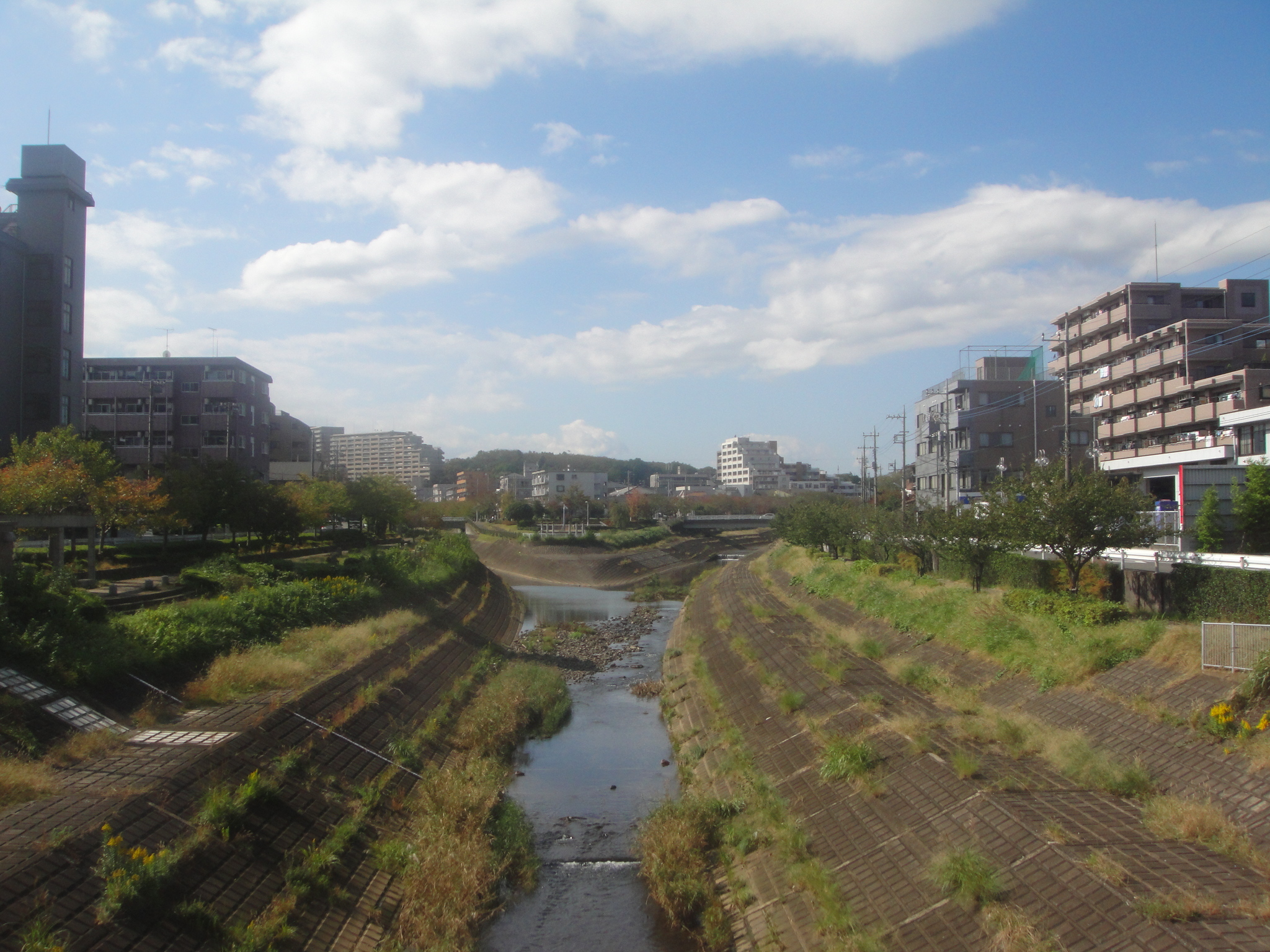
大田川との合流地点

## 名称
名称の読みは「おおぐりがわ」と「おおくりがわ」の2つの読みがあり、一貫していない。多摩市では「おおぐりがわ」と濁る読みを採用しており、八王子市では「おおくりがわ」と濁らない読みを採用しているが、どちらも正しい。

## 歴史
昔は今のように直線が多いわけではなく、かなり蛇行していた。そのため、台風などが来た時よく氾濫していたので住民からは「暴れ川」と呼ばれていた。1970年代に入り、大栗川の形を変える大規模な工事が行われて、今のうねり具合になった。

## 生物

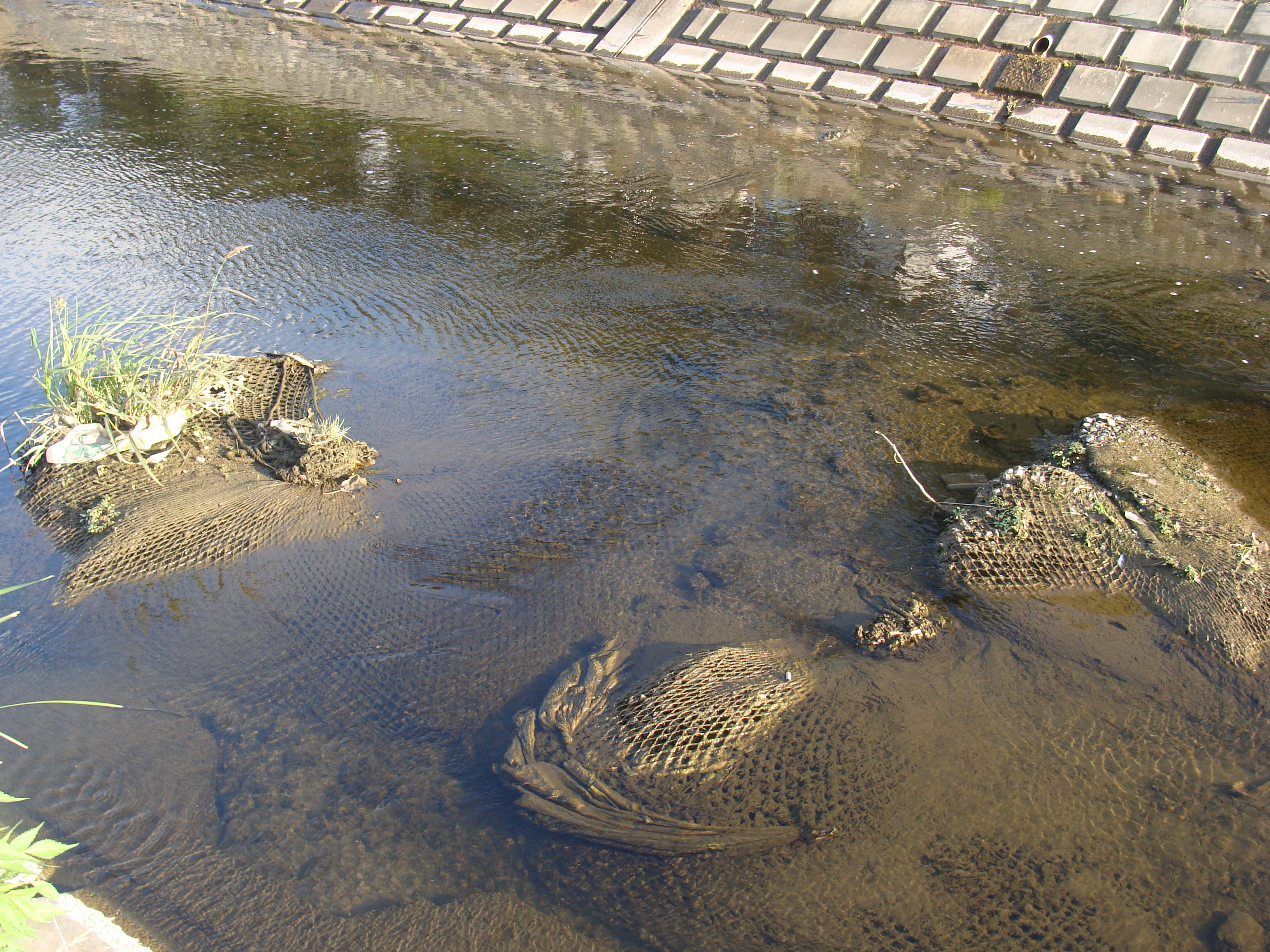
浄化のために炭の入った袋が置かれている。

カルガモやアオサギ、シラサギ、コイ、オイカワ、ニゴイ、ウグイ、ブラックバス、タモロコ、スゴモロコ、カワムツ、アブラハヤ、ナマズ、ホトケドジョウ、ミシシッピアカミミガメ、クサガメなどが見られる。

## 環境
雨の日以外は水量は少なく水量が増える多摩川との合流地点付近で釣りをしている人が見られる。
大田平橋から宝蔵橋、新大栗橋から交通公園まで整備された遊歩道がある（柚木緑道）。

大栗川下流

## 支流
- 子の神谷戸
- 厳耕地谷戸
- 大芦谷戸
- 嫁入り谷戸
- 岩入り川
- 殿ヶ谷戸
- 大田川
- 別所川
- 寺沢川
- 谷津入り川
- 天野谷戸
- 塩釜谷戸川
- 大谷戸川（中和田）
- 倉沢川
- 新堂谷戸
- 百草谷戸
- 雨田川
- 古茂川
- 乞田川
- 大川

## 流域の自治体
東京都
八王子市、多摩市、日野市

## 橋梁
上流から
- 御殿橋
- 嫁入橋
- 境橋
- 柏原橋
- 神明橋
- 日影橋
- 協力橋
- 池の尻橋
- 〆切橋
- 前田橋
- 大田平橋
- 大片瀬歩道橋
- 富士見橋
- 山下歩道橋
- さんもり橋
- 大竹橋
- 内田橋
- 大栗川橋  - （東京都道155号（平山通り））
- 新道橋
- 番場橋
- 洗馬橋
- 東中野橋
- 下の川橋
- 新川橋
- 常磐橋
- 堰場橋  - （東京都道156号（多摩モノレール通り）、上を多摩都市モノレール線が通っている。）
- 宮田橋
- 望地橋
- 横倉橋
- 久保下橋
- 中和田橋
- 殿田橋 - （東京都道20号（野猿街道））
- 並木橋
- 新堂橋
- 宝蔵橋 - （東京都道20号（野猿街道））
- 明神橋
- 東寺方橋
- 霞ヶ関橋
- 大栗橋 - （東京都道18号旧道（旧鎌倉街道））
- 新大栗橋 - （東京都道18号（鎌倉街道））
- 向ノ岡大橋 - （東京都道41号（川崎街道））
- 報恩橋